# Santo Tomas, La Union
Santo Tomas là một đô thị hạng 4 ở tỉnh La Union, Philippines. Theo điều tra dân số năm 2007, đô thị này có dân số 39.092 người trong.

## Các đơn vị hành chính
Santo Tomas được chia ra 24 barangay.
| - Ambitacay - Bail - Balaoc - Balsaan - Baybay - Cabaruan - Casantaan - Casilagan - Cupang - Damortis - Fernando - Linong | - Lomboy - Malabago - Namboongan - Namonitan - Narvacan - Patac - Poblacion - Pongpong - Raois - Tubod - Tococ - Ubagan |